# Spenceria parviflora
Spenceria parviflora är en rosväxtart som beskrevs av Otto Stapf. Spenceria parviflora ingår i släktet Spenceria och familjen rosväxter. Inga underarter finns listade i Catalogue of Life.